# Hoàng Chí Trung
Hoàng Chí Trung (tiếng Trung: 黄志忠, sinh ngày 5 tháng 3 năm 1969) là một nam diễn viên Trung Quốc. Anh từng đóng nhiều bộ phim truyền hình và điện ảnh, nhưng được khán giả biết đến nhất qua bộ phim Nhân gian chính đạo là tang thương ra mắt năm 2009. Đây cũng là bộ phim giúp anh chiến thắng Giải Bạch Ngọc Lan và Giải Phi thiên.

## Cuộc đời
Hoàng Chí Trung sinh ngày 5 tháng 3 năm 1969 tại quận Hòa Bình, thành phố Thiên Tân, Trung Quốc. Từ năm 8 tuổi, anh đã bắt đầu luyện tập bóng rổ và từng là vận động viên bóng rổ thuộc đội Thanh niên của đoàn thể thao Thiên Tân trong 4 năm. Năm 1991, Hoàng Chí Trung bắt theo học tại Học viện Hí kịch Trung ương, và tốt nghiệp vào năm 1995. Năm 1999, trong bộ phim truyền hình lịch sử "Tào Tháo" do Diêu Lỗ, Tào Dĩnh và Vu Hòa Vỹ đóng vai chính, Hoàng Chí Trung đã vào vai Tào Thực.

## Tác phẩm

### Truyền hình
| Năm  | Tên phim                           | Tên phim       | Vai diễn          | Đạo diễn                      | Vai trò   | Nguồn |
| Năm  | Tạm dịch                           | Tên gốc        | Vai diễn          | Đạo diễn                      | Vai trò   | Nguồn |
| ---- | ---------------------------------- | -------------- | ----------------- | ----------------------------- | --------- | ----- |
| 1993 | Thiên đường                        |                | Lý Gia Hiên       |                               |           |       |
| 1994 | Tiếp cận Du Cảnh Ngọc              | 走近游景玉     | Lưu Dương         |                               |           |       |
| 1995 | Câu chuyện mì thịt bò              | 牛肉面的故事   | Bạch Tuyết Phong  |                               |           |       |
| 1997 | Phục Hy Nữ Oa                      | 伏羲女娲       | Phục Hy           | Cố Cầm Phương                 | Vai chính |       |
| 1997 | Người thuê nhà ở lại               | 留美房客       | Mã Siêu           | Dương Siêu                    |           |       |
| 1999 | Bằng chứng phạm tội                | 罪证           | Tiểu Chung        | Doãn Lực                      |           |       |
| 1999 | Yêu em                             | 爱你           | An Tử             | Đinh Hắc                      |           |       |
| 2000 | Tào Tháo                           | 曹操           | Tào Thực          | Đồng Chính                    | Vai phụ   | [ 4 ] |
| 2000 | Ngày tận thế ly hôn                | 离婚启示录     | Khúc Hòa Bình     | Khương Quân Các               |           | [ 4 ] |
| 2001 | Thời đại dục vọng                  | 欲望时代       | Giang Thiếu Kiệt  | Thạch Anh                     |           |       |
| 2001 | Cổng đại trạch                     | 大宅门         | Hoàng Lập         | Quách Bảo Xương               | Vai phụ   | [ 5 ] |
| 2002 | Án kiện bất thường                 | 非常案件       | Hoa Trọng Tân     | Sử Thần Phong                 |           |       |
| 2004 | Vì ngày mai                        | 为了明天       | Hoa Tú Vinh       | Tống Chiêu, Lý Học Minh       |           |       |
| 2005 | Lăng Vân tráng chí Bao Thanh Thiên | 凌云壮志包青天 | An Tương          | Kim Thạch                     |           |       |
| 2005 | Sứ mệnh                            | 使命           | Luật sư Điền      | Hà Quần                       |           |       |
| 2005 | Át chủ bài                         | 底牌           | Lý Vân Dương      | Du Chung                      |           |       |
| 2005 | Sức sống vô hạn                    | 无限生机       | Hoàng Thiệu Phong | Từ Khánh Đông                 |           |       |
| 2006 | Người theo đuổi giấc mơ xinh đẹp   | 美丽追梦人     | Mã Cương          | Ngô Gia Khiên, Quách Đại Quần |           |       |
| 2006 | Người phụ nữ cuối cùng             | 最后一个女人   | Dương Cách        | Đoàn Dũng                     |           |       |
| 2006 | Quang huy tuế nguyệt               | 光辉岁月       | Phong Khải        | Lý Mai                        |           |       |
|      |                                    |                |                   |                               |           |       |

### Điện ảnh
| Năm  | Tên phim                         | Tên phim            | Vai diễn         | Đạo diễn     | Vai trò        | Nguồn |
| Năm  | Tạm dịch                         | Tên gốc             | Vai diễn         | Đạo diễn     | Vai trò        | Nguồn |
| ---- | -------------------------------- | ------------------- | ---------------- | ------------ | -------------- | ----- |
| 2000 | Đi qua ngày đông giá rét         | 走过严冬            | La Thiên Dương   |              |                |       |
| 2001 | Bí mật lời nói 17 giờ            | 秘语十七小时        | Triệu Trần       |              |                |       |
| 2002 | Đông ấm                          | 暖冬                | Âu Dương Văn Bác |              |                |       |
| 2003 | Vô gian đạo 3: Chung cực vô gian | 無間道III：終極無間 | Thẩm Lượng       | Lưu Vĩ Cường | Nhân vật phụ   |       |
| 2011 | 1911                             | 辛亥革命            | Tư Đồ Mỹ Đường   | Thành Long   | Nhân vật phụ   |       |
| 2016 | Cuộc chiến của ta                | 我的战争            | Lý Thuận Lương   | Bành Thuận   | Nhân vật chính |       |
| 2017 | Bao giờ trăng sáng               | 明月几时有          | Trâu Thao Phấn   | Hứa An Hoa   | Nhân vật phụ   |       |
| 2017 | Kiến quân đại nghiệp             | 建军大业            | Chu Đức          | Lưu Vĩ Cường | Nhân vật chính |       |
| 2019 | Sứ mệnh nội gián 2               | 使徒行者2：諜影行動 |                  | Văn Vĩ Hùng  | Khách mời      |       |
| 2019 | Chuyến bay sinh tử               | 中国机长            |                  | Lưu Vĩ Cường | Khách mời      |       |
| 2020 | Bát bách                         | 八佰                | Lão Hồ Lô        | Quản Hổ      | Nhân vật chính | [ 6 ] |

## Giải thưởng và đề cử
| Năm  | Lễ trao giải                                   | Hạng mục                                                     | Tác phẩm                                                       | Kết quả   | Ref.        |
| ---- | ---------------------------------------------- | ------------------------------------------------------------ | -------------------------------------------------------------- | --------- | ----------- |
| 2009 | Giải Cây dung vàng lần thứ 1                   | Diễn viên xuất sắc nhất                                      | Nhân gian chính đạo là tang thương                             | Đoạt giải | [ 7 ]       |
| 2010 | Giải Bạch Ngọc Lan lần thứ 16                  | Nam diễn viên xuất sắc nhất                                  | Nhân gian chính đạo là tang thương                             | Đoạt giải | [ 8 ] [ 9 ] |
| 2010 | Giải Kim Ưng lần thứ 25                        | Nam diễn viên được yêu thích nhất                            | Món ăn gia đình                                                | Đề cử     |             |
| 2011 | Giải Phi thiên lần thứ 28                      | Nam diễn viên xuất sắc nhất                                  | Nhân gian chính đạo là tang thương, Quân viễn chinh Trung Quốc | Đoạt giải |             |
| 2012 | Giải Kim Ưng lần thứ 26                        | Nam diễn viên được yêu thích nhất                            | 咱家那些事                                                     | Đề cử     |             |
| 2019 | Giải thưởng Hội nghệ thuật điện ảnh lần thứ 17 |                                                              | Kiến quân đại nghiệp                                           | Đoạt giải |             |
| 2020 | Giải Hoa Đỉnh lần thứ 29                       | Nam diễn viên phim truyền hình đề tài hiện đại xuất sắc nhất | Thời đại vinh quang                                            | Đề cử     |             |
| 2020 | Giải Hoa Đỉnh lần thứ 29                       | Top 10 diễn viên truyền hình được yêu thích nhất trong nước  | Thời đại vinh quang                                            | Đề cử     |             |